# Franz Horster
Franz Horster (* 9. September 1887 in Kerpen; † 15. September 1953 in Wuppertal) war ein deutscher Unternehmer und Politiker (Zentrum).

## Leben und Wirken

### Deutsches Kaiserreich (1887 bis 1919)
Horster wurde als Sohn des Amtsgerichtsrates und Geheimen Justizrates Wilhelm Horster (1852–1928) und seiner Gattin Emilie (geborene Du Mont; 1864–1947) geboren. Der Großvater väterlicherseits, Franz Horster (1813–1889) war ein Gutsbesitzer, der Großvater mütterlicherseits, Johann Michael Hermann Josef Hubert Du Mont (1838–1896) ein Tabakfabrikant in Köln und Vetter des Verlegers Joseph Du Mont.
Nach dem Besuch der Volksschule und des Gymnasiums studierte Horster Rechtswissenschaften an der Universität Bonn. 1910 promovierte er dort zum Dr. jur. und legte die Erste juristische Staatsprüfung ab. Parallel zu seinem Studium durchlief er in Bonn eine Lehre beim A. Schaaffhausenschen Bankverein.
Von 1910 bis 1912 war Horster für die Banque Internationale de Bruxelles, dann bis 1914 bei der Londoner Niederlassung der Dresdner Bank tätig, um Auslandserfahrung zu gewinnen und seine Fremdsprachenkenntnisse auszubauen. 1914 trat er als Justitiar in die Firma Basse & Selve im sauerländischen Altena ein, einem Unternehmen der Nichteisen-Metallverarbeitung, das Gießereien, Walzwerke und Drahtziehereien unterhielt. Etwa zu derselben Zeit wurde Horster auch Geschäftsführer der Handelskammer von Altena. 1917 heiratete Horster in Stuttgart Maria Sonntag (* 1884), eine Tochter von Konradin von Sonntag (1859–1914), Oberst und Kommandeur des Feldartillerie-Regiments 65, sowie der Auguste Marie Acker. Aus der Ehe gingen ein Sohn und eine Tochter hervor.

### Weimarer Republik und Zeit des Nationalsozialismus (1919 bis 1945)
Politisch engagierte Horster sich spätestens in der Weimarer Zeit in der katholisch geprägten Zentrumspartei. Von 1921 bis 1924 gehörte Horster dem Preußischen Landtag an. 1924 wurde er in den Vorstand von Basse & Selve berufen. 1927 wurde er Generaldirektor der durch die Übernahme der C. Heckmann AG und der C. Berg AG entstandenen Berg-Heckmann-Selve AG. Diese wurde drei Jahre später, 1930, in die „Vereinigten Deutschen Metallwerke AG“ überführt, ein Schritt, an dem Horster in maßgeblicher Weise beteiligt war. Der so entstandene neue Großkonzern der Verarbeitung von Eisen, Aluminium, Kupfer und Nickel, bezog 1934 seinen Hauptsitz in Frankfurt am Main. Innerhalb dieses Konglomerats – dessen Kernstück Basse & Selve bildete – übernahm Horster die Leitung des Altenaer Zweigwerkes des Großunternehmens.
Am 30. März 1928 zog Horster im Nachrückverfahren für den verstorbenen Abgeordneten Anton Rheinländer in den im Dezember 1924 gewählten dritten Reichstag der Weimarer Republik ein, in dem er bis zur Neuwahl des Reichstages im Mai 1928 den Wahlkreis 18 (Westfalen-Süd) vertrat. Daneben war Horster auch Stadtverordneter in Altena sowie Funktionär verschiedener wirtschaftlicher Verbände, so der Wirtschaftlichen Vereinigung Deutscher Messingwerke e.V., des Verbandes Deutscher Kupferdrahtzieher, der Wirtschaftsvereinigung Nichteisen-Metalle e.V. und der Sonderring Schwermetall-Verarbeitung im Bezirk Westfalen-Süd.
Am 20. Dezember 1937 beantragte Horster die Aufnahme in die NSDAP und wurde rückwirkend zum 1. Mai desselben Jahres aufgenommen (Mitgliedsnummer 5.490.960).

### Nachkriegszeit (1945 bis 1954)
Nach dem Zweiten Weltkrieg war Horster in entscheidender Weise am Wiederaufbau der deutschen Metallindustrie beteiligt. Im Alter war Horster weiterhin Vorstandsmitglied der Vereinigten Deutschen Metallwerke KG sowie des Bundesverbandes der Deutschen Industrie (1945–52) und des Präsidiums der Wirtschaftsvereinigung Nichteisenmetall (1951–53). In einem Nachruf wurde Horster als ein Mann gerühmt, dessen Arbeit „stets das Gesamtwohl der Wirtschaft über die Einzelinteressen gestellt“ habe und an dem die deutsche Industrie eine „vorbildliche Persönlichkeit […] [und einen] tüchtigen Unternehmer […] [und] klugen Berater“ verloren habe.

## Nachlass
Horsters Nachlass wird heute in der Stiftung Westfälisches Wirtschaftsarchiv in Nordrhein-Westfalen unter der Signatur N29 aufbewahrt. Er umfasst Materialien aus den Jahren 1916 bis 1952 und besitzt einen Umfang von zwei Kartons. In ihm finden sich Korrespondenzen (unter anderem mit Konrad Adenauer, Hermann Pünder und Hermann Josef Abs), technische Niederschriften (z. B. über Munitionsherstellung im Ersten Weltkrieg), ein Bericht über eine Amerika-Reise 1937 sowie firmengeschichtliche Manuskripte zu Basse & Selve.

## Schriften
- Die Erhöhung des Aktienkapitals einer Aktiengesellschaft unter Verwendung des freiwilligen Reservefonds. Bonn 1910, (Dissertation)